# Klein Briesnig

Ausschnitt aus dem Messtischblatt Forst von 1920

Klein Briesnig, niedersorbisch Mały Rjasnik, war ursprünglich eine „Kolonie“ von Briesnig, nördlich von Forst in der Lausitz. Seit dem 1. Juli 1950 war es ein Ortsteil von Briesnig. Der Ort lag im Abbaufeld des Tagebaus Jänschwalde und wurde bis 1987/88 vollständig abgebrochen. Umgesiedelt wurden 28 Personen.

## Lage
Klein Briesnig grenzte mit dem nordöstlichen Teil des Gemeindegebietes an die Bohrauer Teiche und lag nordwestlich von Bohrau.

## Geschichte
Aus dem Jahr 1818 stammte die erste Erwähnung des Ortes im Rahmen einer Volkszählung. Ab 1836 bis 1841 erfolgte der Verkauf des Gutes Briesnig an 21 Kleinbauern. Sie teilten das Gutsland unter sich auf. 1945, zum Ende des Zweiten Weltkriegs wurden die Einwohner evakuiert. Die Kriegsfront, und damit intensive Kampfhandlungen, verlief entlang der Neiße und nahe den Orten Briesnig und Bohrau.

## Einwohnerentwicklung
Die Einwohnerentwicklung des Ortes Klein Briesnig von der Ersterwähnung 1818 bis zum Abbruch 1979:
- 1818: 48 Einwohner
- 1840: 62 Einwohner
- 1864: 78 Einwohner
- 1979: 28 Einwohner